# Texas (Schiff, 1977)
Die Texas (CGN-39) war ein Atomkreuzer der United States Navy und gehörte der Virginia-Klasse an.

## Geschichte
Die Texas wurde Ende 1971 bei Newport News Shipbuilding in Auftrag gegeben und 1973 in Newport News, Virginia auf Kiel gelegt. Nach zwei Jahren Bauzeit lief die Texas vom Stapel, getauft wurde das Schiff von der Ehefrau des damaligen Gouverneurs von Texas, Dolph Briscoe. Die Baukosten betrugen 213,8 Mio. Dollar. 1977 wurde der Kreuzer bei der United States Navy in Dienst gestellt.
Das restliche Jahr 1977 verbrachte das Schiff mit ersten Tests von der Marine-Basis in der Guantánamo-Bucht aus. 1978 wurden weitere Testfahrten vor Virginia und in der Karibik durchgeführt, später verbrachte das Schiff vier Monate in der Werft zur so genannten Post Shakedown Availability. Ab August wurden letzte Testfahrten vor Puerto Rico durchgeführt.
Die erste Einsatzfahrt begann 1979, zusammen mit dem Träger Nimitz und der California der California-Klasse. Dort war sie an der Operation Eagle Claw beteiligt, kurze Zeit später, im Mai 1980 kehrte die Gruppe zurück in die USA. Ab Juni 1983 wurde die Texas der Pazifikflotte zugeteilt.
In den Jahren 1986 und 87 wurde das Schiff einer Überholung und Erneuerung der Waffensysteme unterzogen. Unter anderem wurden zwei Armored Box Launcher für je vier BGM-109 Tomahawk an Bord gebracht.
Die vierte Einsatzfahrt der Texas begann 1988 als Geleitschutz für die Carl Vinson und führte das Schiff nach Japan, in die United States Naval Base Subic Bay, Oman und Kenia. 1991 folgte der nächste große Einsatz, wo sie Luftabwehr für die Nimitz während der Operation Desert Storm leistete.
1993 sollte die erste Nachfüllung des nuklearen Brennstoffes der Reaktors durchgeführt werden, stattdessen wurde die Texas jedoch im Juli 1993 außer Dienst gestellt. 1999 begann die Texas das Ship-Submarine Recycling Program in der Puget Sound Naval Shipyard zu durchlaufen, bei dem sie von allen radioaktiven Teilen befreit und der Rumpf anschließend zerlegt wurde.